# Redzikowo (gmina)
Redzikowo (do 2023 Słupsk) – gmina wiejska w województwie pomorskim, w powiecie słupskim. W latach 1975–1998 gmina położona była w województwie słupskim. 
Nazwa gminy pochodzi od wsi Redzikowo, jednak siedzibą gminy jest miasto Słupsk, które jako miasto na prawach powiatu nie wchodzi w jej skład i stanowi odrębną gminę.
Od 1 stycznia 1973 do 31 grudnia 2023 gmina nazywała się Słupsk. Zmiana nazwy była motywowana chęcią tworzenia własnej marki i tożsamości.
Według danych z 31 grudnia 2010 gminę zamieszkiwało 14 252 osób.
Na terenie gminy funkcjonuje lotnisko Słupsk-Krępa.

## Struktura powierzchni
Według danych z roku 2010 gmina Słupsk miała obszar 260,58 km², w tym:
- użytki rolne: 62%
- użytki leśne: 28%

Gmina stanowiła 11,31% powierzchni powiatu.
1 stycznia 2023 część gminy Słupsk o łącznej powierzchni 9,59 km² – niezamieszkałe części sołectw: Bierkowo, Strzelino oraz Płaszewko – została włączona do miasta Słupska. W lutym 2023 miasto zapowiedziało dalsze starania o poszerzenie swoich granic o 19,23 km² należących obecnie do gminy: sołectwa Siemianice i Strzelino w całości, oraz części sołectw Bierkowo i Włynkówko.

## Demografia

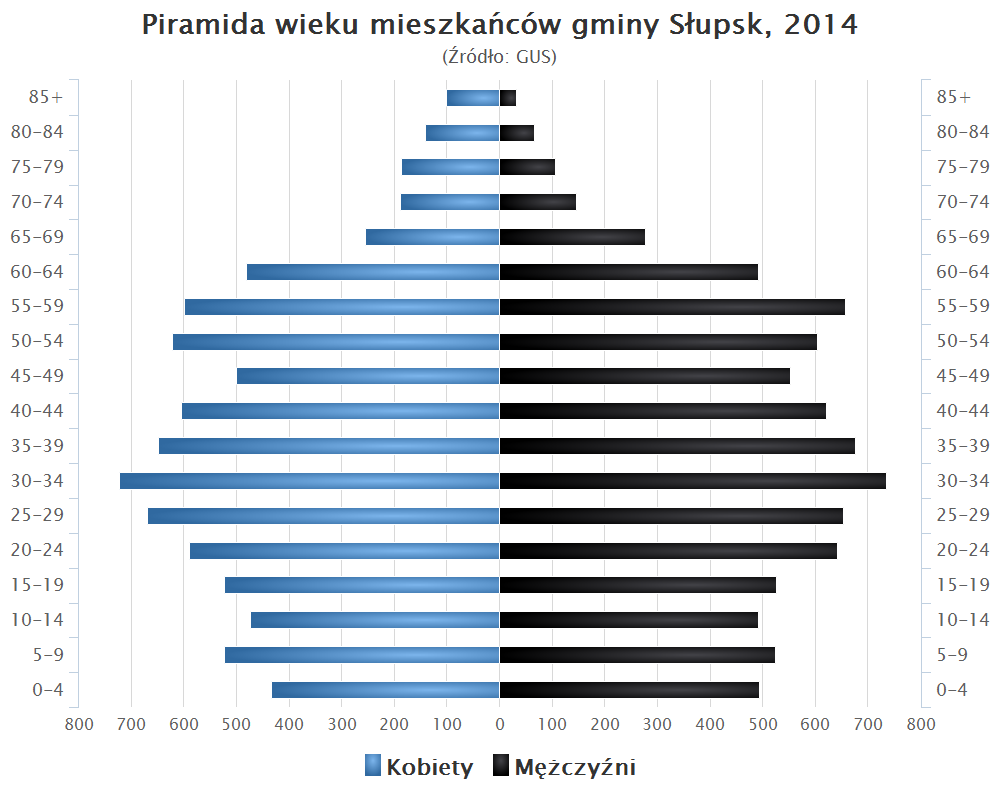
Piramida wieku mieszkańców gminy Słupsk w 2014 roku

Dane z 31 grudnia 2019:
| Opis                              | Ogółem | Ogółem | Kobiety | Kobiety | Mężczyźni | Mężczyźni |
| --------------------------------- | ------ | ------ | ------- | ------- | --------- | --------- |
| jednostka                         | osób   | %      | osób    | %       | osób      | %         |
| populacja                         | 16955  | 100    | 8546    | 50,4    | 8409      | 49,6      |
| gęstość zaludnienia (mieszk./km²) | 65,07  | 65,07  | 32,79   | 32,79   | 30,88     | 30,88     |

## Sołectwa
Bierkowo, Bukówka, Bydlino, Bruskowo Wielkie, Bruskowo Małe, Gać, Gałęzinowo, Głobino, Grąsino, Jezierzyce, Karzcino, Krępa Słupska, Krzemienica, Kukowo, Kusowo, Lubuczewo, Płaszewko, Redęcin, Redzikowo, Rogawica, Siemianice, Stanięcino, Strzelino, Strzelinko, Swochowo – Niewierowo, Swołowo, Warblewo, Wieszyno, Wiklino, Wielichowo, Włynkowo, Włynkówko, Wrzeście i 2 osiedla: Jezierzyce Osiedle, Redzikowo-Osiedle

## Miejscowości niesołeckie
Gać Leśna, Gajki, Kępno, Korzenica, Lękwica, Łupiny, Mirosławin, Warblewko, Wierzbięcin, Zamełowo.

## Ochrona przyrody
- Park Krajobrazowy Dolina Słupi

## Sąsiednie gminy
Damnica, Dębnica Kaszubska, Główczyce, Kobylnica, Postomino, Słupsk, Smołdzino, Ustka